# Highlight Towers
Las Highlight Towers son dos modernas torres de oficinas construidas en 2004 en Múnich, capital de Baviera, Alemania, y que son consideradas ejemplares en la nueva arquitectura de la ciudad.
La construcción incluye dos puentes de acero y cristal que sirven de comunicación entre las dos torres, construidas por Murphy/Jahn una compañía estadounidense de Chicago. El edificio está formado por dos torres , la torre 1 (126 metros) y 38 plantas y la torre 2 (113 metros) y 28 plantas, y está dedicado a espacio para oficinas, es el segundo edificio más alto de Múnich tras la Uptown München. Ofrece más de 70.000 metros cuadrados de espacio de oficinas y está diseñado para ocupar el espacio si utilizar una torre de mucha más altura.
Las torres se localizan cerca de Nordfriedhof en el cruce norte de la avenida Leopoldstraße con Mittlere Ring y es uno de los primeros monumentos para los visitantes que vienen desde el norte de la ciudad.
Las fachadas de cristal de los edificios le dan una apariencia ligera y transparente y ofrece unas buenas vistas desde las oficinas. La estructura permite que se puedan abrir las ventanas para aprovechar el viento y utiliza aislamiento del sonido, además, permite a los empleados en las torres disfrutar de ventilación ambiental y aire acondicionado.
Los inquilinos más conocidos de los edificios son la consultora Roland Berger en la torre más grande (1) y las empresas de TI Fujitsu Technology Solutions y Fish & Richardson en la torre más pequeña (2).